# Thermococcus kodakarensis
Thermococcus kodakarensis ist eine Art (Spezies) thermophiler („hitzelibender“) Archaeen. Sie ist in der Lage, bei Temperaturen von 60–100 °C zu wachsen. Sie zeigt interessante physiologische Merkmale, die das Überleben in extremen Umgebungen ermöglichen. Zu diesen Anpassungen gehören spezialisierte Wege der Nutzung von Schwefelverbindungen, robuste DNA-Reparatursysteme und einzigartige enzymatische Eigenschaften. Sie ist somit für die Mikrobiologie ein wichtiges Forschungsobjekt. Der Typusstamm T. kodakarensis KOD1 ist einer der am besten untersuchten Vertreter der Gattung Thermococcus.

## Forschungsgeschichte
T. kodakarensis KDO1 wurde ursprünglich aus einem Solfatar im Küstenbereich der Insel Kodakara (Tokara-Inseln) der Präfektur Kagoshima, Japan, isoliert.
Das Isolat wurde ursprünglich unter der Bezeichnung Pyrococcus kodakarensis KOD1 als Mitglied der Gattung Pyrococcus beschrieben. Inzwischen wurde die Art aber aufgrund ihrer 16S-rRNA-Sequenz neu klassifiziert als Thermococcus-Spezies.
Seither wurden eine Vielzahl von Stämmen der Art T. kodakarensis ausgehend vom Wildtyp KOD1 erzeugt.
Die frühe Forschung an T. kodakarensis war vor allem auf die thermostabilen Enzyme (wie die KOD-DNA-Polymerase) gerichtet, mit deren Hilfe sich eine schnelle PCR bewerkstelligen lässt.
Die relativ einfache Handhabung dieser Archaeen und die natürliche Kompetenz der Spezies zur genetischen Transformation (Veränderung), hat sie zu einem attraktiven System für die Untersuchung verschiedener biologischer Prozesse gemacht (Modellorganismus).

## Eigenschaften

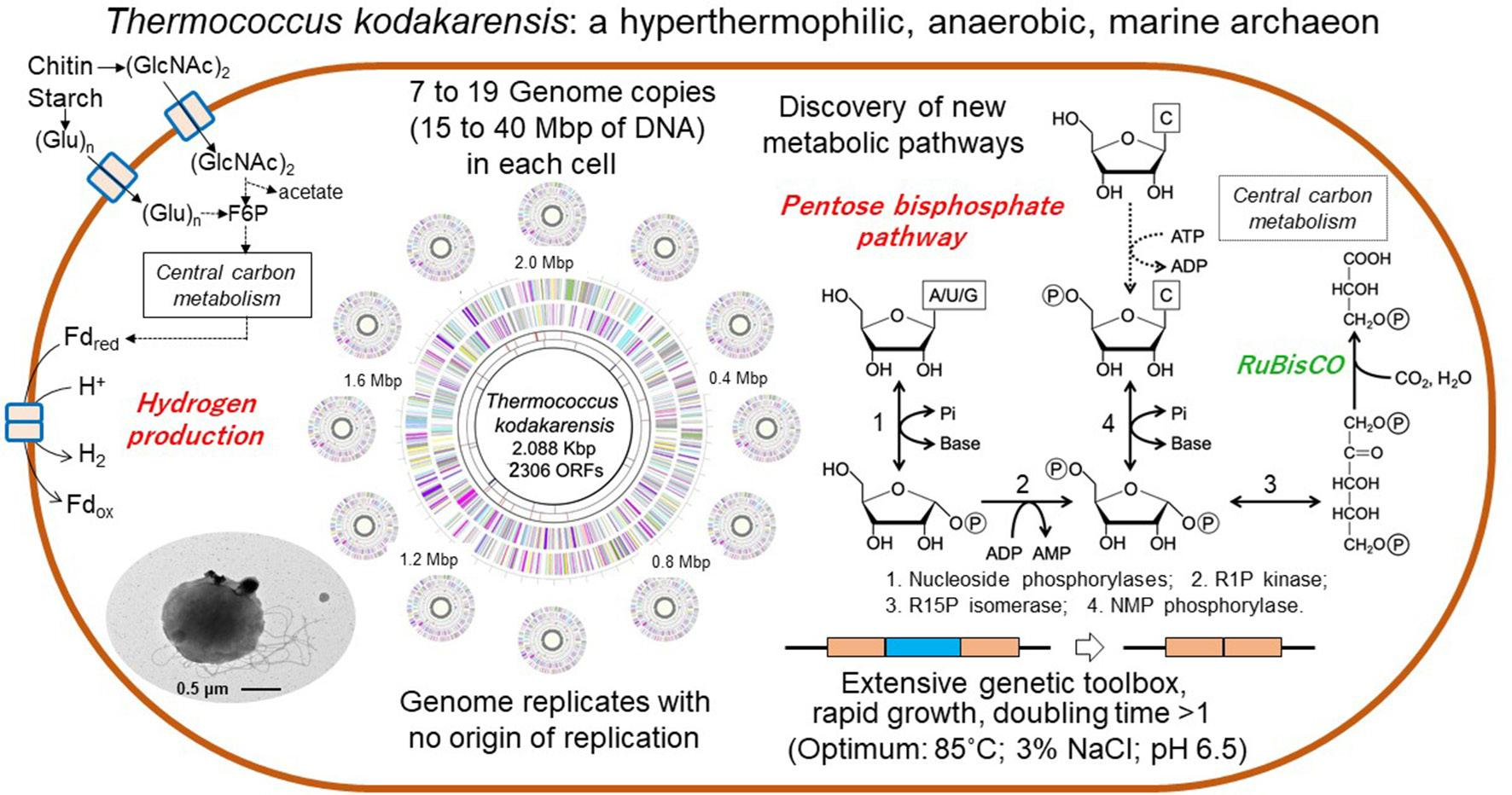
Das hyperthermophile, anaerobe, marine Archaeon Thermococcus kodakarensis (Übersicht).

Die Zellen von T. kodakarensis sind unregelmäßig rundlich (kokkoid) mit einem Durchmesser von 1 bis 2 μm, sie treten oft paarweise auf. Die Zellen sind sehr beweglich (motil) durch ihre lophotrichen Archaellen – Archaeen-Geißeln, die in einer Gruppe an einem Zellende entspringen. Die Zellwand besteht aus einer Schicht von Diether- und Tetraether-Lipiden und einem äußeren Mantel aus Glykoprotein.
T. kodakarensis gedeiht obligat aerob und heterotroph,  in Gegenwart von elementarem Schwefel können diese Archaeen auf einer Vielzahl von organischen Substraten schnell wachsen und Schwefelwasserstoffgas (H2) produzieren.
Die Zeit für eine Generation wird unter optimalen Bedingungen auf 40 Minuten geschätzt.
Der Bedarf an elementarem Schwefel für das Wachstum wird verringert, wenn Brenztraubensäure (Pyruvat) oder Stärke im Substrat vorhanden sind; in Abwesenheit von Schwefel wird anstelle von Schwefelwasserstoff dann Wasserstoffgas (Diwasserstoff, H2) produziert.
Wachstum ist bei Temperaturen von 60–100 °C möglich, wobei das Optimum bei 85 °C liegt.
Wie bei vielen anderen Meeresorganismen sind für ein optimales Wachstum hohe Salzkonzentrationen erforderlich, in verdünnten Lösungen kann es dagegen zur Zelllyse kommen.
Wie andere Thermococcus-Arten verfügt T. kodakarensis über das Enzym RuBisCO (Ribulose-1,5-Bisphosphat-Carboxylase/Oxygenase),
welches aus Enzymen hergestellt wird, die am Stoffwechsel von Nukleinsäuren beteiligt sind.
Das zeigt, wie integriert (eng miteinander in Verbindung stehend) diese Stoffwechselsysteme bei hyperthermophilen Mikroorganismen wie diesem tatsächlich sind.

## Stämme

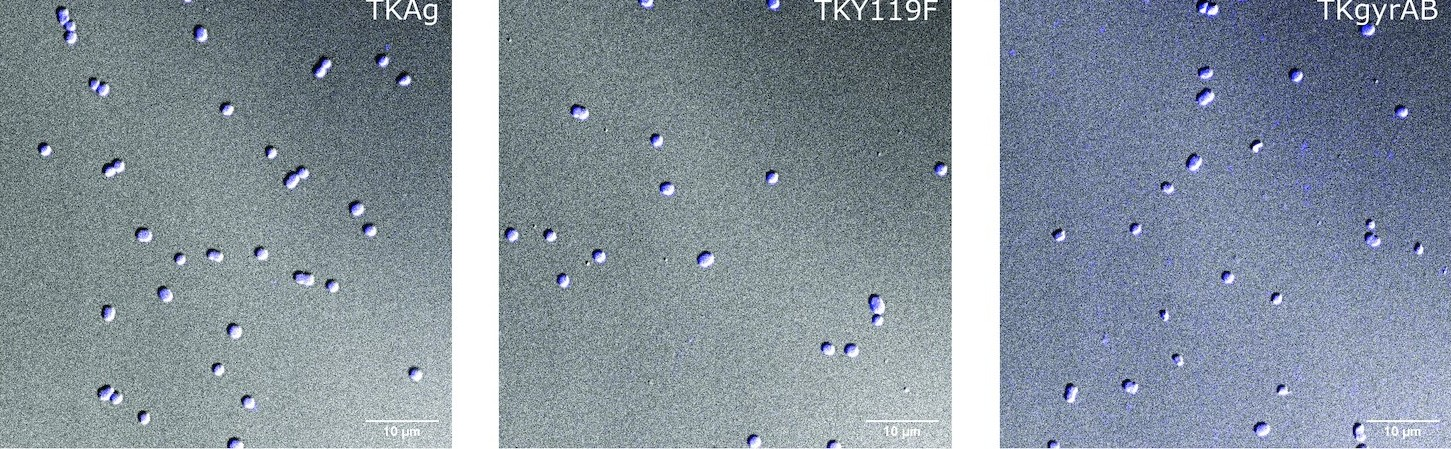
Mikrophotographien dreier Stämme von T. kodakarensis (TKAg, TKY119F, TKgyrAB)

Von der Spezies sind u. a. folgende Bakterienstämme bekannt (Stand 27. August 2024):
Spezies Thermococcus kodakarensis corrig. Atomi et al. 2005 [Thermococcus kodakaraensis Atomi et al. 2005, „Pyrococcus kodakaraensis“ Rahman et al. 1998] (Akronym: Tko)
- KOD1 alias ATCC BAA-918, JCM 12380[11][13][12] (Referenzstamm)
– von einem Unterwasser=Solfatar  (102 °C, pH 5.8) nahe der Küste der Insel Kodakara, Tokara-Inseln (zu Kagoshima, Japan)[5][4]
- KS-1 alias JCM 11816[12] (NCBI: Thermococcus sp. JCM 11816 syn. Thermococcus sp. KS-1)[13]
– submarine hydrothermale Sedimente an einem Meeresarm bei der Insel Kodakara, Tokara-Inseln (zu Kagoshima, Japan)[14]
- TS559
– Ausgangsstamm für die Transformationen durch Alexandra Gehring et al. (2017)[15] und Paul Villain et al. (2021)[16]
- TS622[16]
- TS900[12]
– USA
- TS901[12]
– USA
- TKgyrAB
– durch Villain et al. (2021) künstlich erzeugter Stamm mit negativem statt positivem DNA-Supercoiling[16]
- TKAg
– Kontrollstamm zum Vergleich mit TKgyrAB[16]
- TKY119F
– Kontrollstamm zum Vergleich mit TKgyrAB, katalytische Mutante[16]

## Genom
Im Jahr 2005 wurde das Genom von T. kodakarensis KOD1 vollständig sequenziert. Es besteht aus einem einzigen zirkulären Chromosom mit 2.088.737 Basenpaaren, das für 2.306 Proteine kodiert.

## Genetik

### Transport-Mechanismen, Gentransfer
Thermococcus-Arten sind von Natur aus in der Lage, DNA aufzunehmen und solche Spender-DNA durch homologe Rekombination in ihr Genom einzubauen.

### DNA-Supercoiling

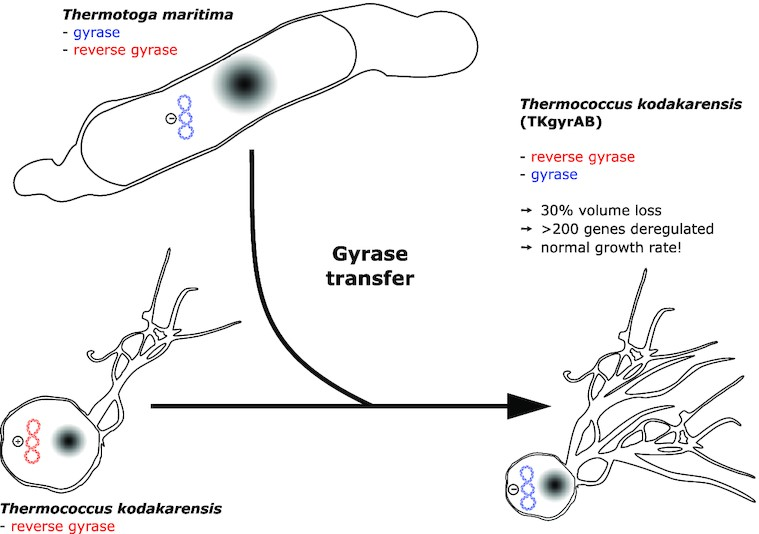
Einführung von DNA-Gyrase aus Thermotoga maritima (Thermotogales) in T. kodakarensis KDO1 bewirkt eine Umkehrung des DNA-Supercoiling von positiv zu negativ mit nur geringen Auswirkungen auf die Zellphysiologie

DNA-Topoisomerasen regulieren in allen Zellen die DNA-Superspiralisierung (DNA-Supercoiling). Diese Verdrillung ist nötig, damit das gesamte Genom Platz in der Zelle hat, aber sie wesentlichen DNA-Prozesse wie Transkription und Replikation dennoch stattfinden können.
Von großem Interesse ist, wie sich dieses komplexe System im Lauf der Evolution entwickelt hat. Offenbar führte ein einziger horizontaler Gentransfer (HGT) zur erfolgreichen Etablierung der bakteriellen Gyrase (Topoisomerase II, erzeugt negatives Supercoiling) in Archaeen.
Der Wildtyp T. kodakarensis KDO1 verfügt aber per reverser Gyrase (Topoisomerase I) noch über eine positiv supercoiled DNA.
Um die diesbezüglichen Vorgänge genauer zu erforschen, haben Paul Villain, Patrick Forterre et al. 2021 die Gyrase vom Stamm MSB8 des Bakteriums Thermotoga maritima (Thermotogales) im naiven T. kodakarensis TS559 exprimiert. Die Gyrase war in T. kodakarensis tatsächlich katalytisch und führte zu einem starken negativen Supercoiling der Plasmid-DNA führte, das über (mindestens) achtzig Archaeen-Generationen stabil war. Der Gyrase-exprimierende Subtyp von T. kodakarensis zeigte zudem eine erhöhte Empfindlichkeit gegenüber Ciprofloxacin, was darauf hindeutet, dass die Gyrase auch tatsächlich die chromosomale Topologie verändert hat. Überraschenderweise hatte diese künstlich eingeführte dominante negative Supercoiling-Aktivität keine erkennbaren Auswirkungen auf die Wachstumsrate der Archaeen. Offenbar kann sich eine erworbene bakterielle Gyrase in Thermococcales-Archaeen etablieren, ohne die DNA-Transaktionsprozesse wesentlich zu beeinträchtigen.

## Anwendung
Eines der Enzyme von T. kodakarensis, die DNA-Polymerase Tpa-S, hat sich 2013 bei der Polymerase-Kettenreaktion (PCR) als effizienter erwiesen als die bis dahin etablierte Taq-Polymerase des Bakteriums Thermus aquaticus.
Tk-SP, ein weiteres Enzym aus T. kodakarensis, kann abnorme Prionproteine (PrPSc) abbauen
Tk-SP weist eine breite Substratspezifität auf und baute Prionen im Labor sehr schnell ab.
Dieses Enzym benötigt weder Kalzium noch ein anderes Substrat, um sich zu falten, und zeigt daher in bisherigen Studien ein großes Potenzial.